# Petress István
Petress István (Budapest, 1933. február 12. – Budapest, 2002. szeptember 17.) magyar újságíró, Petress Zsuzsa öccse.

## Életpályája

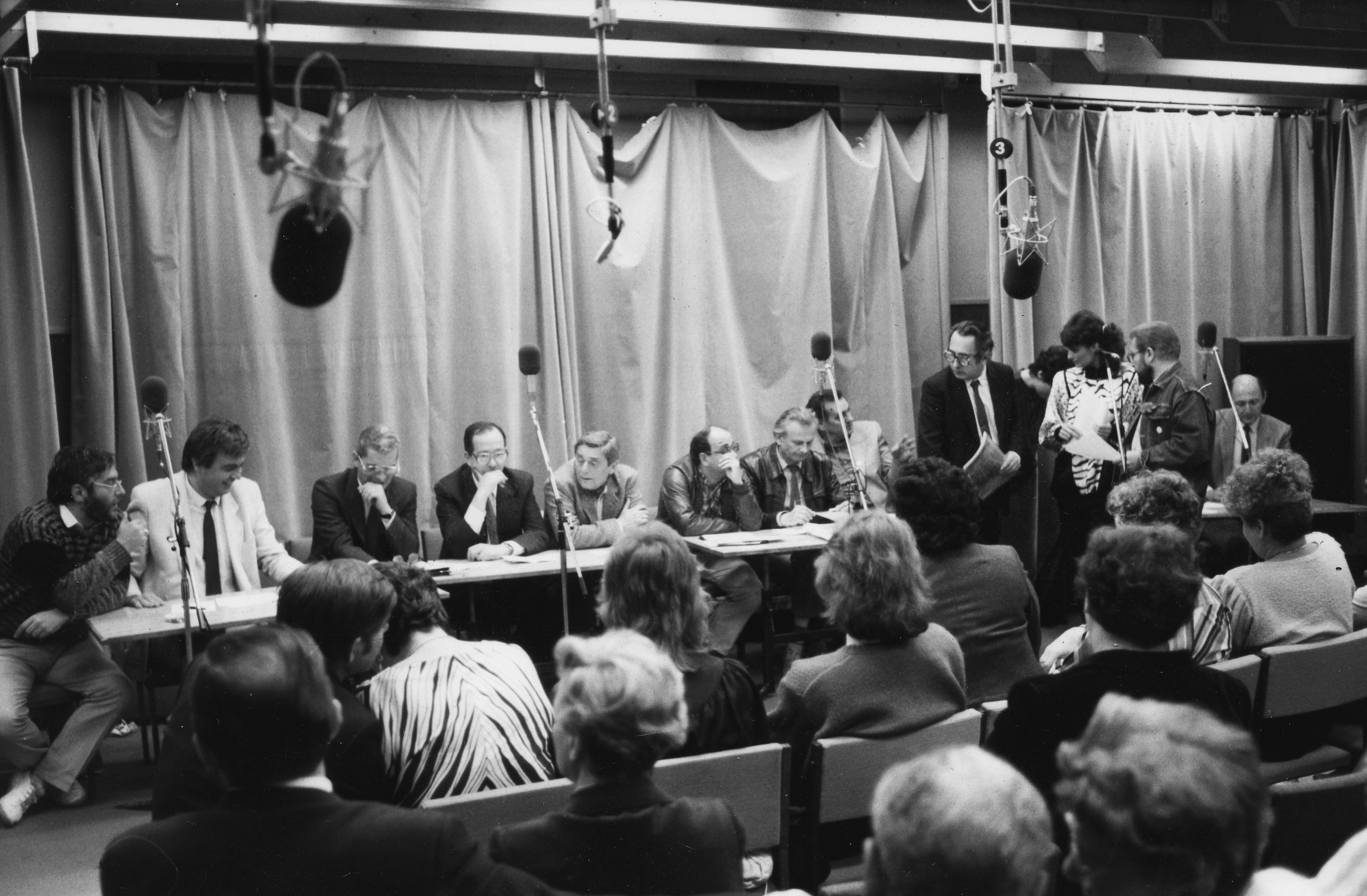
A 62 éves Rádió napja, humorfórum 1987-ben (Verebes István, Pintér Dezső, Mécs Károly, Kulcsár István, Rapcsányi László, Rékai Gábor, Petress István, Marton Frigyes, Sebestyén János, Kondor Katalin, Győrffy Miklós, Mester Ákos)

Egyetemi tanulmányait az ELTE irodalom szakán végezte el. 1957-től a Magyar Rádió munkatársa, majd főmunkatársa, 1993-tól a szerkesztőtanács tagja volt. 1995-től az Autó7 főszerkesztője volt.

## Műsorai, filmjei
- Mikrolánc
- Csúcsforgalom
- Útközben
- Napközben
- Sajtókonferencia
- Szomszédok (1987)